# إسحاق كانيف
إسحاق كانيف (بالعبرية: יִצְחָק קַנֵּב‏) (ولد باسم إسحاق كانفسكي) (مواليد 1896 - 8 مايو 1980) كان سياسيًا إسرائيليا وناشطًا صهيونيًا. وهو مؤسس نظام الرعاية الصحية المعروف باسم «كوبات حوليم» والذي أداره لمدة 38 عامًا. 
في عام 1962 حصل كانيف على جائزة إسرائيل في العلوم الاجتماعية. 

## سيرة شخصية
ولد إسحاق كانيفسكي في ميليتوبول التي كانت تابعة آنذاك للإمبراطورية الروسية (وتقع اليوم في أوكرانيا ). درس العلوم الطبيعية والاقتصاد في جامعة القرم ، ثم درس العلوم الاجتماعية في جامعة لندن وجامعة فيينا وفي كلية الاقتصاد والقانون في تل أبيب . وفي عام 1917 انضم كانيفسكي إلى منظمة الدفاع عن النفس اليهودية في روسيا، وكان أحد مؤسسي الفرع الروسي لمنظمة «هيهالوتس» (الرائد) والهدف منها تدريب المهاجرين اليهود على العمل في الزراعة. كما شغل منصب مندوب في مؤتمر تسيري صهيون والمؤتمر الصهيوني العام في سان بطرسبرج.
في عام 1919 هاجر كانيف إلى فلسطين. وفي العام التالي قاتل في معركة تل حاي حيث أصيب فيها. وساعد لاحقًا في تأسيس حركة جدود هافودا وهي حركة اشتراكية عمالية يهودية في فلسطين تحت الانتداب، وحضر المؤتمر الذي أسس نقابة العمال الهستدروت. في عام 1923 أصبح أحد قادة الخدمات الطبية للهستدروت، وفي عام 1947 أسس معهد البحوث الاجتماعية ، حيث عمل كمدير.
ومنح مكانا في قائمة حزب ماباي اليميني المتطرفلانتخابات الكنيست عام 1949، لكنه لم ينجح في حين حصل الحزب على 46 مقعدًا. ومع ذلك فقد دخل الكنيست في 20 أبريل 1950 كبديل عن الراحل أبراهام تافيف.  وخسر مقعده في انتخابات عام 1951 .
ومات في عام 1980.

## الجوائز والتكريم
- في عام 1962 حصل كانيف على جائزة إسرائيل في العلوم الاجتماعية. [2]

## أعماله
- السياسة الاجتماعية والتأمينات الاجتماعية في فلسطين (1942)
- التأمينات الاجتماعية في فلسطين وإعادة بنائها (1946)
- المجتمع في إسرائيل والتخطيط الاجتماعي (1962)
- السياسة الاجتماعية في إسرائيل: إنجازات ونواقص (1964)
- الصحة والخدمات في إسرائيل والإنفاق العام على الصحة والمقارنات الدولية (1965 / 66-1967 / 68) (1969)
- البحوث الاجتماعية والصحية ، 1964-1965 (1966)
- حرب إسرائيل على الفقر ومقاربات جديدة لإعادة التأهيل (1971)